# Нерчинский горный округ

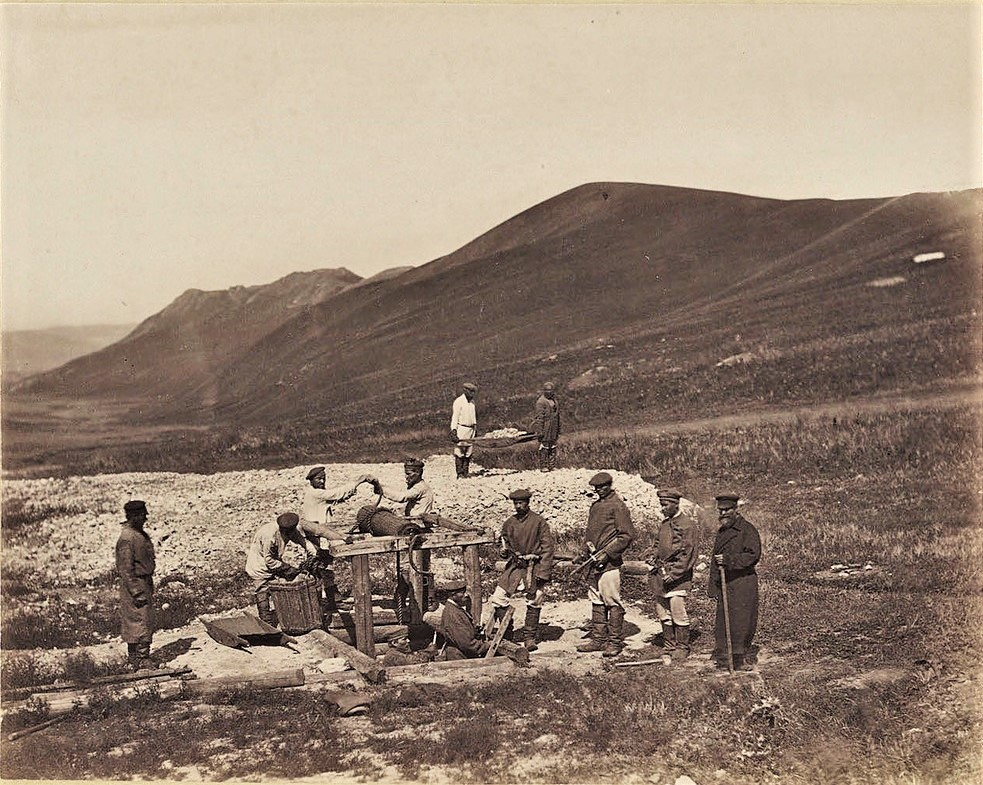
Спуск каторжан в шахту. Савинский рудник Горно-Зерентуйской дистанции Нерчинского горного округа. 1891 год. Фотография А. К. Кузнецова

Нерчинский горный округ — вотчина российской императорской семьи в Забайкалье с центром в селе Нерчинский Завод. В 1787 году округ передан в собственность Кабинета Его Императорского Величества, в 1917 году ликвидирован.

## История
В 1677 году боярский сын П. Шульгин открыл Нерчинское (Аргунское) месторождение серебряных руд. После опытных плавок (1686 год) в 1704 году нерчинский воевода Иван Власов построил Нерчинский (Аргунский) сереброплавильный завод, положив начало промышленной выплавке серебра и свинца в округе. Регулярные плавки начались с 1704 года. До 1760 года в Нерчинском горном округе работал один завод. После заработали Дучарский (1760), Кутомарский (1764), Шилкинский (1769), Воздвиженский (партикулярный завод Сибирякова, 1776), Екатерининский (1777), Газимурский (1778), Александровский (1792) заводы.
Нерчинский горный округ являлся собственностью императорской семьи, что регламентировалось указами от 1747 года Елизаветы Петровны, и от 1764 года — Екатерины II. Окончательно округ был отдан в ведомство Кабинета в 1787 году. По результатам деятельности комиссии 10 апреля 1899 года Высочайше утверждено «Положение о пределах прав Кабинета Его Императорского Величества на Нерчинский округ».

## Территория
В XIX веке земли Нерчинского горного округа располагались на территории четырёх восточных уездов Забайкальской области: Нерчинского, Нерчинско-Заводского, Акшинского и Читинского. Округу принадлежала также отдельная Петровская горнозаводская дача. Округ контролировал горнозаводское производство, золотые прииски, лесные дачи, все пустопорожние земли края и получал прибыль от разного рода оброчных статей. Площадь округа равнялась около 24 млн десятин. Владения Нерчинского горного округа граничили на севере с Баргузинским уездом и Якутской областью, на востоке с Амурской областью, на юго-востоке и юге — с Китаем, на западе — с Троицкосавским и Верхнеудинским уездами.
В 1826 году горный совет составил описание округа, в котором его пределы указывались «от хребта Яблоновского до границ китайских». Первое описание, определение границ «Нерчинского ведомства» выполнил инженер Татаринов по поручению генерал-губернатора В. С. Лавинского. Генерал-губернатор В. Я. Руперт предписал начальнику заводов начать обмежевание границ округа. Межевщики Дербин, Яковлев и Шитников в течение 9 лет проводили эту границу — рубили просеки и ставили межевые столбы. Эта работа (1846—1854) завершилась составлением карты Забайкальской области, утверждённой 27 июля 1856 года. В 1859 году площадь территории округа составляла 764 тыс. десятин, в том числе 300 тыс. десятин лесных угодий.
В качестве компенсации за передачу приписных крестьян в казачье сословие 9 февраля 1863 года к владениям Кабинета в Забайкалье присоединён золотоносный Амазарский участок. В 1913 году к кабинетским землям прирезан участок возле села Домнинское — 8 тысяч десятин. Кабинетские земли в Забайкалье занимали пространство 49°10'—57°38' с. ш., 110°23'—122° в. д. (от Пулковского меридиана), известное в географической литературе под именем Даурия. В настоящее время это большая часть Читинской области.

### Промыслы
Рудные месторождения были сконцентрированы на относительно небольшой части округа в 30—35 тыс. квадратных вёрст. В состав округа входили следующие серебро-свинцовые рудники и серебро- и свнинцовоплавильные заводы (в скобках указан год ввода в эксплуатацию, заводы выделены жирным шрифтом):
1. Урулюнгуйская группа
  - Кличкинский рудник (1780)
  - Савинский рудник
  - Мыльниковско-харкиринский рудник
  - Алгачинский рудник (1815)
  - Шубинский рудник
2. Аргунская группа
  - Покровский рудник
3. Средне-Борзинская группа
  - Кадаинский рудник (1757)
  - Солконский рудник
  - Карасоргинский рудник (1773)
  - Явленский рудник (1773)
  - Букатуевский рудник (1766)
  - Даурский рудник (1771)
  - Кутомарский завод
  - Екатерининский завод
4. Нижнеборзинская группа
  - Михайловский рудник (1760)
  - Богородицкий рудник (1771)
  - Ильдинский рудник (1760)
  - Преображенский рудник
  - Покровский рудник (1764)
  - Зерентуевский (старый) рудник (1739)
  - Зерентуевский (новый) рудник (1747)
  - Трёхсвятительский рудник
  - Александровский рудник
  - Воздаянский рудник (1761)
5. Нерчинская группа (в радиусе 7—9 вёрст от Нерчинского завода)
  - Култучный рудник (1704)
  - Воздвиженский рудник (1761)
  - Старо-Монастырский рудник (1739)
  - Павловский рудник
  - Троицкий 1-й рудник (1739)
  - Троицкий 2-й рудник (1747)
  - Воскресенский 1-й рудник (1747)
  - Воскресенский 2-й рудник (1747)
  - Благодатский рудник (1745)
  - Спасский рудник
  - Килгинский рудник (1761)
6. Верхне-Газимурская группа
  - Газимуро-Воскресенский рудник (1788)
  - Газимуро-Базановский рудник
  - Акатуевский рудник (1815)
  - Меркульевский рудник
  - Яковский рудник
  - Александровский завод
7. Средне-Газимурская группа (окрестности Газимурского завода)
  - Тайнинский рудник (1773)
8. Нижне-Газимурская группа
  - Култуминский рудник (1799)
  - Преоображенский рудник
9. Шилкинская группа (окрестности Шилкинского завода)
  - Старо-Шилкинский рудник (1765)
  - Ново-Шилкинский рудник (1775)
  - Екатерининский рудник (1765)
  - Павловский рудник (1771)
  - Лургиканский рудник
  - Бокачинский рудник (1766)

В 1830-х годах в округе функционировали 24 рудника.

## Производство
Нерчинские руды вместе с серебром содержали и свинец. Серебро целиком отправлялось в Санкт-Петербург на Монетный двор. Наибольшей производительности Нерчинские заводы достигли во время управления ими генерал-майором В. И. Суворовым (1763—1774). Годовое производство серебра при нём достигло 629¼ пудов. Во время руководства Нерчинскими заводами Е. Н. Барботом де Марни организован правильный поиск руды, начато геологическое изучение края. При руководстве заводом Татариновым Степаном Петровичем (1830—1840) вели работы по улучшению технологии добычи и производства серебра, но все попытки технических усовершенствований не дали существенных результатов. Выплавка свинца из-за изменения состава руд снизилась, и в 1850 году на Алтай его уже не поставляли. Свинец поставлялся на Алтай водным путём через Енисейск.
Во второй половине XIX века основным богатством Нерчинского горного округа было золото. Первое официальное сообщение об открытии в Забайкалье месторождения россыпного золота было сделано горным инженером А. И. Кулибиным. С 1830 года Нерчинское горное правление согласно Высочайшему рескрипту о поисках золотоносных месторождений начало эту работу по всей территории Забайкалья. Поиск и разведка золота выполнялась подготовленными специалистами — выпускниками Санкт-Петербургского Горного института. Открывателями забайкальского золота были И. А. Павлуцкий, М. Портнягин, И. Мартемьянов, Г. И. Дрейер, Н. И. Мыслин, И. И. Кокшаров, Н. П. Аносов, А. Е. Фрезе и др. Ощутимый след в поисках и добыче золота оставил А. А. Черкасов. И только в 1832 году открыто первое месторождение золота, но промышленное значение золотодобыча получила с 1840-х годов с открытием Карийского, Шахтаминского, Казаковского, Тайнинского и других месторождений. В 1853 году было намыто 172 пуда золота. Наибольшая добыча золота была произведена в 1912 году — 219,7 пудов. Нерчинское золотопромышленное общество, учреждённое в 1901 году в Лондоне с капиталом в 1,1 млн фунтов стерлингов, оборудовавшее свою фабрику на Ключевском руднике, одним из первых применило методы дражной добычи. Во многом благодаря этой инновации предприятие добилось в округе наилучших результатов.
В период с 1704 по 1854 года суммарно заводы округа выплавили 26 708 пудов серебра. В последующие годы выплавка серебра снизилась до незначительных объёмов. В 1859—1863 годах ежегодная выплавка всех заводов суммарно составляла от 5 до 10 пудов. В этот период практически работал только Кутомарский завод.
В 1828—1830 годах под руководством губернатора Восточной Сибири А. С. Лавинского проходила ревизия Нерчинского горного округа. В состав комиссии входил обер-бергмейстер С. П. Татаринов, руководивший округом в 1830—1840 годах. Татаринов отмечал, что заводы округа находятся в упадке, вызванном в первую очередь удалённостью предприятий от других горных заводов и сложностями внедрения современных технологий.
После ревизии, в 1835 году Нерчинский округ посетил К. В. Чевкин, также отмечавший неудовлетворительное состояние забайкальской серебросвинцовой промышленности. Он потребовал от заводов снизить угар серебра и свинца, который поставлялся на более прибыльные Колыванские заводы. Также Чевкин отметил ужасное состояние заводских плотин. После замечаний Чевкина плотины были укреплены и нарощены. Это позволило увеличить продолжительность работы заводов со 150 суток в год в период 1831—1840 годов до 208 суток в год в период 1841—1853 годов.
Поскольку плавка в осенние и зимние месяцы проводилась с использованием конной тяги, дутьё было нестабильным, приводя к повышенному угару металла. Управляющие нерчинскими заводами запасали наиболее богатые руды к этому периоду, чтобы нивелировать пагубное влияние нестабильного дутья и выровнять среднегодовой показатель угара металла.
Исторически на Нерчинских заводах сложилась практика хищнической разработки месторождений. Для изъятия богатой легкоплавкой руды проходка горизонтальных выработок велась по изломанной траектории, откатка руды тачками затруднялась или была невозможной. Шахты углублялись также по изломанным направлениями, что затрудняло подъём руды на поверхность. При этом любое препятствие в виде подтопления, обрыва жилы или проблем с проветриванием выработок приводило к прекращению разработки в конкретном направлении. К концу XVIII века верхние слои месторождений, содержавшие легкоплавкие руды, были выработаны. Вовлечение в плавку тугоплавких руд привело к повышению угара металлов. Угар серебра в XIX веке достиг 36,7 %, что было на 12 % больше показателя XVIII века. Угар свинца во второй четверти XIX века достиг 75—80 %.
По данным на 1845 год, половина всей руды округа (81 из 168 тыс. пудов) добывалась на 7 рудниках из 400 известных: Воздвиженском (21 % от общего объёма добычи), Ивановском, Кадаинском, Карповском, Мальцевском, Спасском, Трёх-Святительском. В среднем в период 1830—1855 годов из 500 рудников округа более или менее постоянно функционировали только 25.
Со второй половины XIX века в округе стало развиваться производство железа. В 1859 году на заводах округа было выплавлено 47 194 пудов чугуна и произведено 32 259 пудов железа и 655 пудов стали. В 1860 году — 66 950, 35 755 и 561 пудов; в 1861 году — 69 853, 30 271 и 191 пуд; в 1862 году — 47 568, 17 906 и 250 пудов; в 1863 году — 34 680, 24 872 и 801 пуд соответственно.
На предприятиях и промыслах округа до 1851 года трудились приписные крестьяне, переведённые после упадка производства в казачье ведомство. Кроме приписных крестьян работали горнозаводские крестьяне и каторжные. В 1859 году численность горнозаводских рабочих достигала 4371 человек, каторжных — 3755 человек. Резкое сокращение доступной рабочей силы привело к фактическому закрытию заводов. Шилкинский завод был закрыт в 1850 году, Дучарский и Екатерининский заводы — в 1851 году, Александровский — в 1863 году. Дольше остальных проработал Кутомарский завод, действовавший с перерывами до 1912 года.

## Образование
Развитие горнорудной промышленности напрямую зависело от наличия грамотных рабочих, подготовленных специалистов. Система начального и специального горнозаводского образования, сложившаяся в XVIII — начале XIX века, уже не оправдывала себя. Исходя из этого, начальник Нерчинских горных заводов Т. С. Бурнашев, проанализировав результаты выпуска Нерчинской горной школы в 1810 году, пришел к выводу, что такое обучение приносит казне убытки и оставляет заводы в Забайкалье без специалистов. В связи с этим он составил аналитическую записку, в которой предложил восстановить систему школ при заводах, и создать главное специальное горное училище в Нерчинском Заводе. Свои предположения он направил в Санкт-Петербург в канцелярию кабинета Е. И. В. и получил положительный ответ и запрашиваемую сумму 623 рубля и 1/3 коп.
Горный инженер А. И. Кулибин по заданию Т. С. Бурнашева разработал положение об организации деятельности Нерчинского горного училища и системы горнозаводских школ. Согласно этому документу были созданы школы в Нерчинском, Кутомарском и Петровском заводах по 24 ученика, Дучарском — 20 человек, Газимурском и Шилкинском по 19 человек в каждом заводе. Кроме того, были созданы школы на рудниках Зерентуйском, Кличкинском и Газимурском, по 15 учеников в каждом. Позже была создана школа на Ононских оловянных промыслах. Согласно положению, преподавали в них чтение и письмо на русском языке, краткий катехизис и первую часть арифметики. Наиболее способных учеников должны были направлять учиться дальше в Нерчинский завод, в горное училище. Уже в 1828 году в школах Нерчинского горного округа обучались 400 детей, из них на казённом содержании чуть меньше половины. По документам 1840 года обучались во всех школах 440 человек; из них детей нижних чинов 381, детей крестьян, приписанных к заводам — 24 человека.
Целью создания Нерчинского горного училища была подготовка специалистов для горной службы. Наиболее способных после окончания училища отправляли продолжать образование в Горном Кадетском Корпусе в Санкт-Петербурге.
В 1861—1864 годах Нерчинское горное училище по инициативе Е. Разгильдяева было преобразовано в низшее трехклассное училище. В нём преподавались общеобразовательные предметы — как в уездных училищах. Продолжалось преподавание геометрии, физики, геодезии. Выпускники, окончившие училище с хорошими знаниями, продолжали образование не в Санкт-Петербурге, как прежде, а в горном училище в Барнауле, и выпускали их горными и заводскими уставщиками. В 1864 году это училище вновь начинают называть горным, а в официальной летописи истории Забайкалья есть информация о том, что в 1864 году продолжило работу старейшее в Забайкалье горное училище.
Последнее упоминание о городском 4-классном Нерчинско-заводском училище, найденное в госархиве Читинской области, в фонде «Дирекция народных училищ» в отчёте за 1914—1915 учебный год есть смета на содержание училища, в которую Его Императорское Величество отправляет 2700 рублей, то есть 1/3 общей суммы. Таким образом, обязанностью кабинета Его Величества было принимать участие в образовании детей горнозаводских служащих и рабочих.

## Управление округом
Управление кабинетскими предприятиями и землями было сосредоточено в руках местного ведомственного аппарата (горная экспедиция, горное правление, горное начальство, управление округа, главное управление округа). До 1721 года местное управление заводами осуществляли нерчинские воеводы, с 1721 по 1723 год кабинет-курьер, с 1723 по 1734 год — комиссар. В 1725 году для осуществления административных функций был учреждён Нерчинский бергамт, подчинявшийся Екатеринбургскому Обер-бергамту. В 1737 году Нерчинский бергамт был преобразован в Нерчинское горное, подведомственное Главному правлению Сибирских и Казанских заводов в Екатеринбурге.
В 1756 году по инициативе Сената в Петербурге была учреждена особая Экспедиция, занимавшаяся сопровождением Нерчинских заводов. В 1757 году была создана Канцелярия Нерчинского горного начальства. В 1760 году Нерчинский округ перешёл в ведение Берг-коллегии.
При этом Нерчинские заводы не были обособлены от общегосударственного административного управления: в начале XVIII века округ входил в ведение Приказа рудокопных дел, затем подчинялся Сенату, Берг-коллегии, с 1830 по 1855 год — Министерству финансов.Иркутский генерал-губернатор отвечал за охрану частной собственности императорской семьи на вотчинных землях.
Горные инженеры были первой забайкальской интеллигенцией, внёсшей значительный вклад в развитие края. Центром Нерчинского горного округа был Нерчинский завод, в 1902 году управление перевели в Читу.